# Jardín Botánico de Bratislava
El Jardín Botánico de Bratislava o Jardín Botánico de la Universidad Comenius ( en eslovaco: Botanická záhrada Univerzity Komenského) es un jardín botánico de 7 hectáreas de extensión.
Está administrado por la Universidad Comenius, que actúa como un centro científico, educativo, recreativo y social, situado en el distrito de Karlova Ves en Bratislava, Eslovaquia.
El código de identificación internacional del "Botanická záhrada Univerzity Komenského" como miembro del "Botanic Gardens Conservation Internacional" (BGCI), así como las siglas de su herbario es SLO.

## Localización
Botanická záhrada Univerzity Komenského Univerzity Komenskeho, Nabrezie Armadneho, Generala L. Svobodu 11, 841 04 Bratislave-Bratislava. Slovenskej republiky-Eslovaquia.
Planos y vistas satelitales.48°8′53.8794″N 17°6′26.2794″E / 48.148299833, 17.107299833
El jardín está abierto todos los días del 1 de abril al 31 de octubre. Hay que pagar tarifa de entrada (en 2010 a 3 euros).

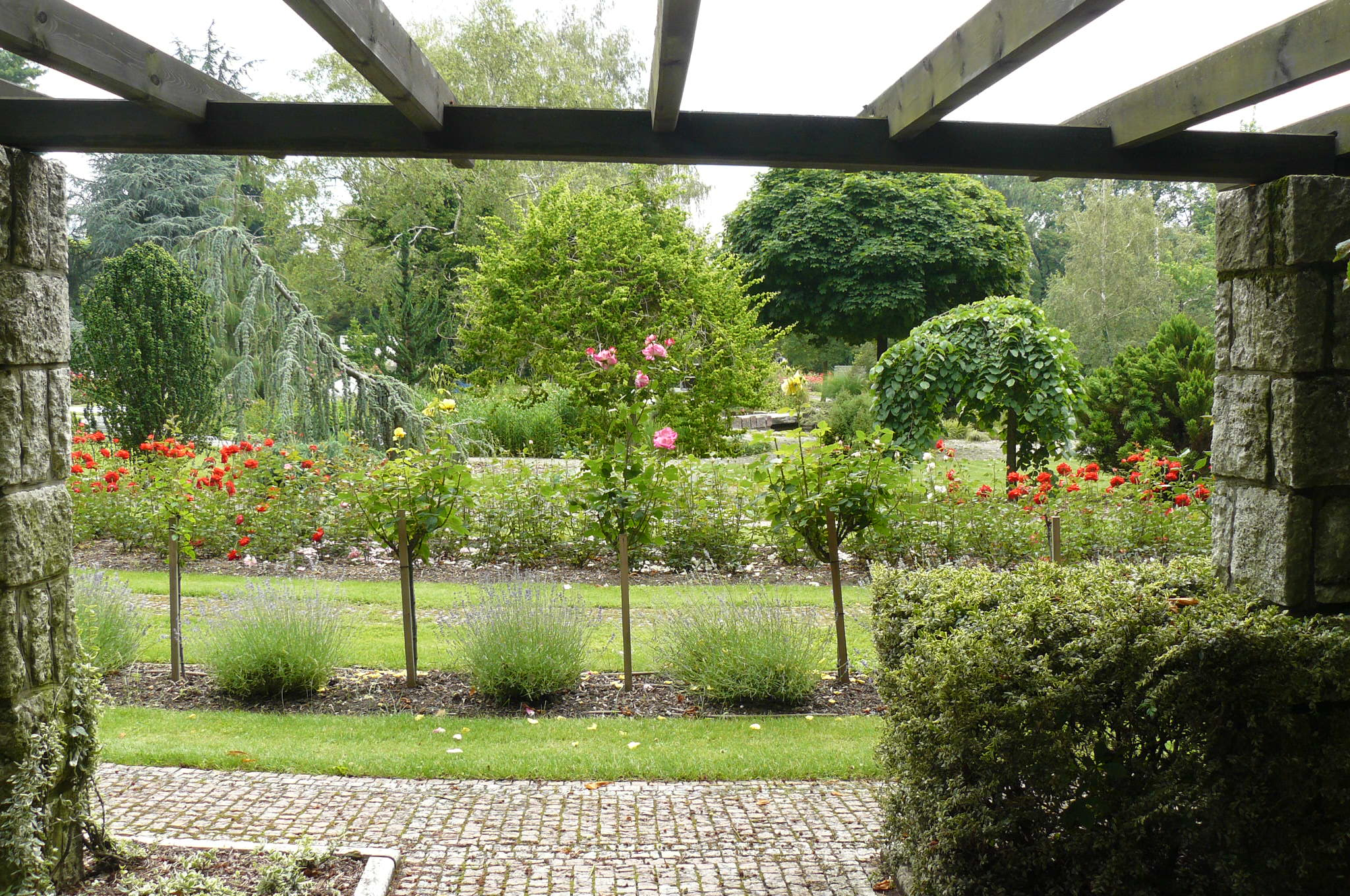
Rosaleda.

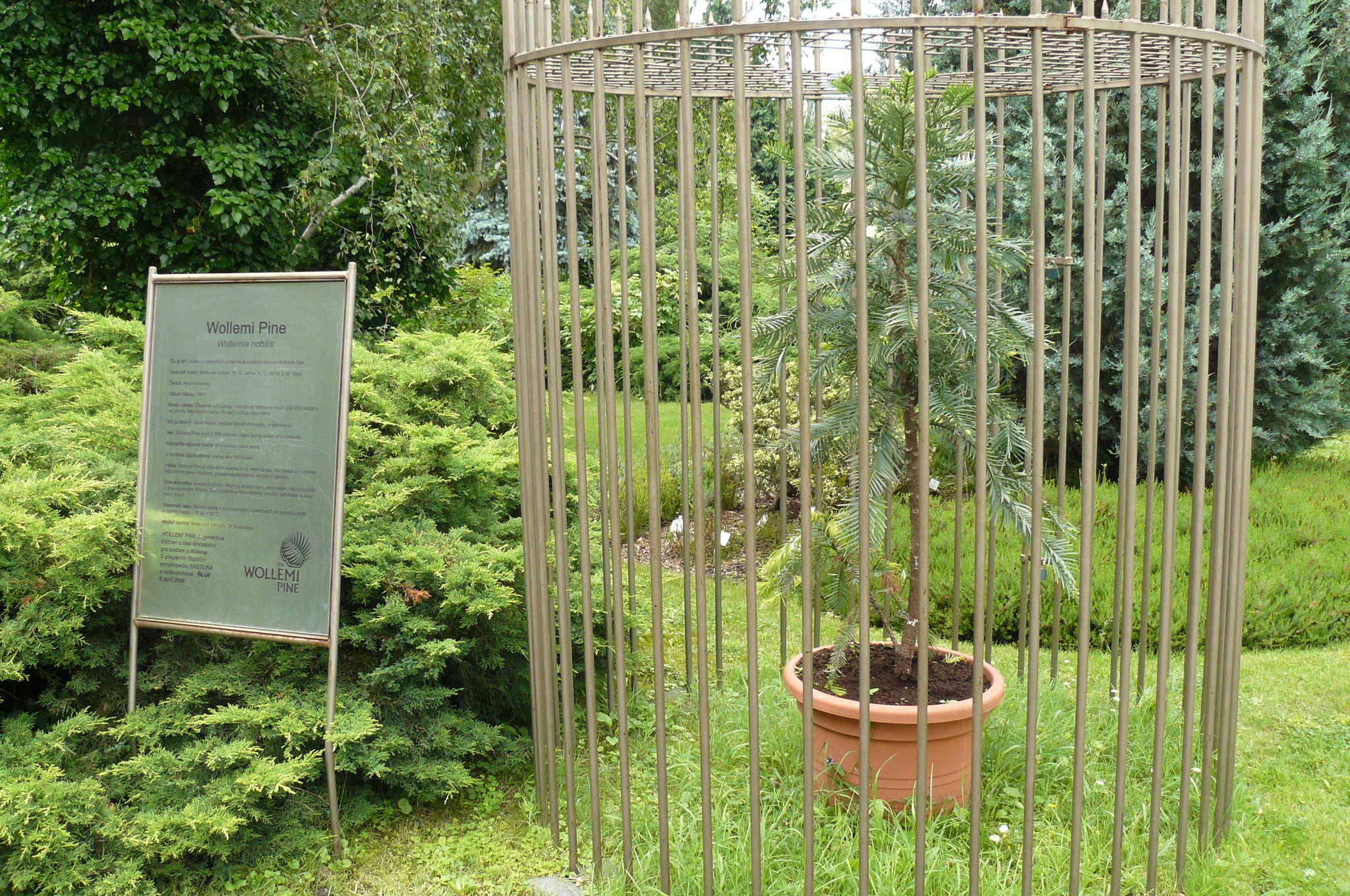
Wollemia nobilis especie con cuidados especiales.

## Historia
El jardín fue fundado en 1942 por iniciativa del profesor František Nábělka denominado como el jardín villa Lafranconi.

## Colecciones
En la superficie de alrededor de 7 hectáreas más de 10.000 especies de plantas, incluyendo algunas en pequeños invernaderos. En el jardín son de destacar:
- Rosaleda, (0,5 ha) hay aproximadamente 150 especies de rosas.
- Alpinum distribuido en dos espacios con composición de suelos diferentes,
- Charcas, con colecciones de plantas de humedales y plantas acuáticas
- Invernaderos, donde se exhiben, entre otros plantas de servicios públicos tropical flora australiana, palmas, cactus, orquídeas y otros.
- Sección de dendrología incluye árboles de la región del Cáucaso, Himalayas, Canadá, América del Norte, Chile, Nueva Zelanda y otros.
- Parque infantil y de pícnic.

Las especie más valiosa situada en un lugar visible en el establecimiento es un árbol Wollemi de segunda generación más allá de la naturaleza, en una jaula especial.
El jardín cuenta con unidades de investigación en Blatnice (en el Gran Fatra ) y Stupavie, y presenta todos los años un Index Seminum ("índice de semillas") - una lista de semillas y esquejes para intercambiar con los jardines botánicos, arboretos u otras instituciones de investigación.